# Lulealgoritmen
Lulealgoritmen är en algoritm som används för att göra de tabeller som används för routing på Internet tillräckligt kompakta för att hela funktionaliteten ska rymmas inom det cacheminne som finns på en modern PC-processor (ursprungligen Pentium III). Att hela systemet ryms inom cacheminnet är ett krav för att få acceptabla prestanda hos systemet, då cacheminnet är väsentligt snabbare än externt RAM-minne.
Algoritmen utvecklades av forskare, år 1996. (bland annat docent Andrej Brodnik, doktor Mikael Degermark, professor Stephen Pink och professor Svante Carlsson) på Luleå tekniska universitet (därav namnet) med syftet att kunna ersätta dyr specialhårdvara för routing med billiga standardkomponenter. Företaget Effnet  (skapades 1997 och var på 90-talet samt början av 2000-talet ett av börsens hetaste företag) försökte sedan marknadsföra PC-baserade system som alternativ till klassisk routing, men med måttlig framgång.